# Тиведен
Тиведен (швед. Tiveden) — национальный парк в Швеции, на границе ленов Эребру (коммуна Лаксо) и Вестра-Гёталанд (коммуна Карлсборг). Большую часть парка занимает скалистый ландшафт, покрытый хвойным лесом.

## Тиведенский лес
Лес Тиведен — один из трёх крупных лесов центральной Швеции, исторически разделявших племена гётов на юге (Гёталанд) и свеев на севере (Свеаланд); другие — это Тюлёскуген и Кольморден.
Лес Тиведен стоит на гранитных скалах. Когда 900—1400 миллионов лет назад земная кора сдвинулась, образовав бассейн озера Веттерн, порода, на которой стоит Тиведен, тоже растрескалась, образовав характерный перекрещивающийся узор. В низинах и расщелинах, где порода рассыпалась и выветрилась, впоследствии образовались озёра, над которыми возвышаются пики сохранившихся гранитных скал. Впоследствии во многие озёра была выпущена рыба.
Большой вклад в формирование нынешнего ландшафта леса внесли ледники ледникового периода, таявшие около 11 тысяч лет тому назад. Ледники несли с собой огромные валуны, до сих пор разбросанные по району и сильно затрудняющие передвижение. Многие валуны застревали в узких расщелинах и в некоторых местах парка, как например, в Стенкелла, их набралось значительное количество. По мере продвижения ледник уносил с собой весь неплотный материал, который мог захватить, поэтому до сих пор слой почвы в лесу очень тонкий, а кое-где открываются большие участки голого гранита. Во многих местах на скалах можно видеть борозды, которые были прорезаны камнями, двигавшимися вместе с ледником.
Из-за бедности почвы флора и фауна леса небогатые, основным видом деревьев является сосна, которая, благодаря поверхностному типу корневой системы, может развиваться в тонком (1—2 см) слое плодородной почвы (хотя и сосны растут здесь очень медленно); кроме того, сосновый бор легко восстанавливается после пожаров. В низких местах, где слой почвы глубже, можно видеть старые осины, которая также одни из первых, кто прорастает после пожаров, и ели. Некоторые участки покрыты ягелем. В определённых местах растут печёночница и лещина. Бо́льшая часть леса в национальном парке у Стенкелла выросла после большого пожара 1835 года.
Из крупных животных в лесу наблюдаются олени и лоси. В число мелких млекопитающих, населяющих лес, входят лисы, барсуки, куницы, белки. Есть большая популяция глухарей. Другие пернатые, встречающиеся в лесу, — это мохноногий сыч и трёхпалый дятел, для которого Тиведен является южной границей ареала. Вообще, в лесу сосуществует немало северных и южных видов. Ещё один северный вид, который можно видеть в Тиведене — карликовая берёза.

## Человек
На нынешней территории национального парка никогда не существовало постоянных человеческих поселений, тем не менее, есть многочисленные следы деятельности лесорубов и углежёгов. Ещё в древности в лесу были проложены примитивные гати, хорошо сохраняющиеся в торфяных болотах.
В XVII веке во время интенсивной миграции населения были основаны небольшие фермы на расстоянии около километра от границы парка, в лесу пасли скот и добывали уголь. Несмотря на это, в парке сохранились участки девственного леса (которые в Швеции составляют 0,2 % лесов).
В средневековье, а, по некоторым данным, и в новое время, в лесу проводились языческие обряды (en:Trollkyrka). Во Фрилуфтчюрка (шв. церковь на открытом воздухе) до конца XIX века служили мессы.

## Национальный парк
Парк занимает самую недоступную часть леса, так называемый Тролльтивен.
Официальной целью парка является сохранение леса, озёр и расселин в естественном первозданном виде, беспрепятственное превращение леса в девственный. Следовательно, в парке только поддерживаются в порядке тропы и маршруты, любое другое вмешательство запрещено.
В парке нельзя останавливаться на ночь, ездить на велосипедах, разжигать огонь и наносить вред растениям.
Основные достопримечательности:
- Валуны у Стенкелла величиной до 10 метров;
- Вид с гор Тролльчуркуберген;
- Пляж Витсанд.

По парку проходит узкая грунтовая дорога, протяжённость пешеходных маршрутов составляет 25 км. Во многих местах проложены гати и устроены лестницы и перила, без которых передвижение было бы очень сложным, а местами — и невозможным.